# Edward Sabine
Edward Sabine (Dublino, 1788 – East Sheen, 1883) è stato uno scienziato irlandese.
Combatté in Nordamerica dal 1813 al 1816, dopodiché partecipò alle spedizioni artiche di John Ross (1818) e William Edward Parry (1819), poi alle spedizioni dell'Erebus e della Terror (1838).
Nel 1816 fu eletto presidente della Royal Society, carica che tenne per un tempo lunghissimo, sino al 1871. Nel 1858 fu nominato Socio dei Lincei.
Ha guidato l'istituzione di un sistema di osservatori magnetici in varie parti del territorio britannico e in varie parti del mondo, e gran parte della sua vita fu dedicata in questa direzione e all'analisi delle osservazioni compiute. Altre ricerche si concentrarono sugli uccelli della Groenlandia, sulle temperature oceaniche, sullo studio della corrente del Golfo, sulle misure barometriche delle altezze, su misure di distanze terrestri alla stessa longitudine (arco meridiano), sul trasporto glaciale di rocce, sui vulcani delle isole Hawaiiane, e su argomenti vari di meteorologia.